# Джон Берд (міністр)
Джон Рассел Берд (англ. John Russell Baird; нар. 26 травня 1969, Квебек, Канада) — державний діяч Канади. Міністр торгівлі Канади з 6 лютого 2006 по 3 січня 2007. Міністр охорони навколишнього середовища Канади з 4 січня 2007 по 30 жовтня 2008 і з 7 листопада 2010 по 4 січня 2011. Міністр транспорту, інфраструктури та спільнот Канади з 30 жовтня 2008 по 6 серпня 2010. Лідер уряду в Палаті громад Канади з 6 серпня 2010 по 18 травня 2011. Міністр закордонних справ Канади з 18 травня 2011.
Під час перебування в уряді Гарріса він підтримав спробу продати Hydro One, державну комунальну компанію. Як федеральний президент Ради казначейства в уряді Гарпера, він просунув Закон про федеральну підзвітність, який був прийнятий після роботи Комісії Гомері, що розслідувала скандал з федеральним спонсорством наприкінці 1990-х — на початку 2000-х років. На посаді міністра навколишнього середовища Берд сигналізував про опозицію канадського уряду до Кіотського протоколу. Він також обіймав посади міністра закордонних справ, міністра транспорту, інфраструктури та громад і президента Казначейської ради.

## Ставлення до подій в Україні

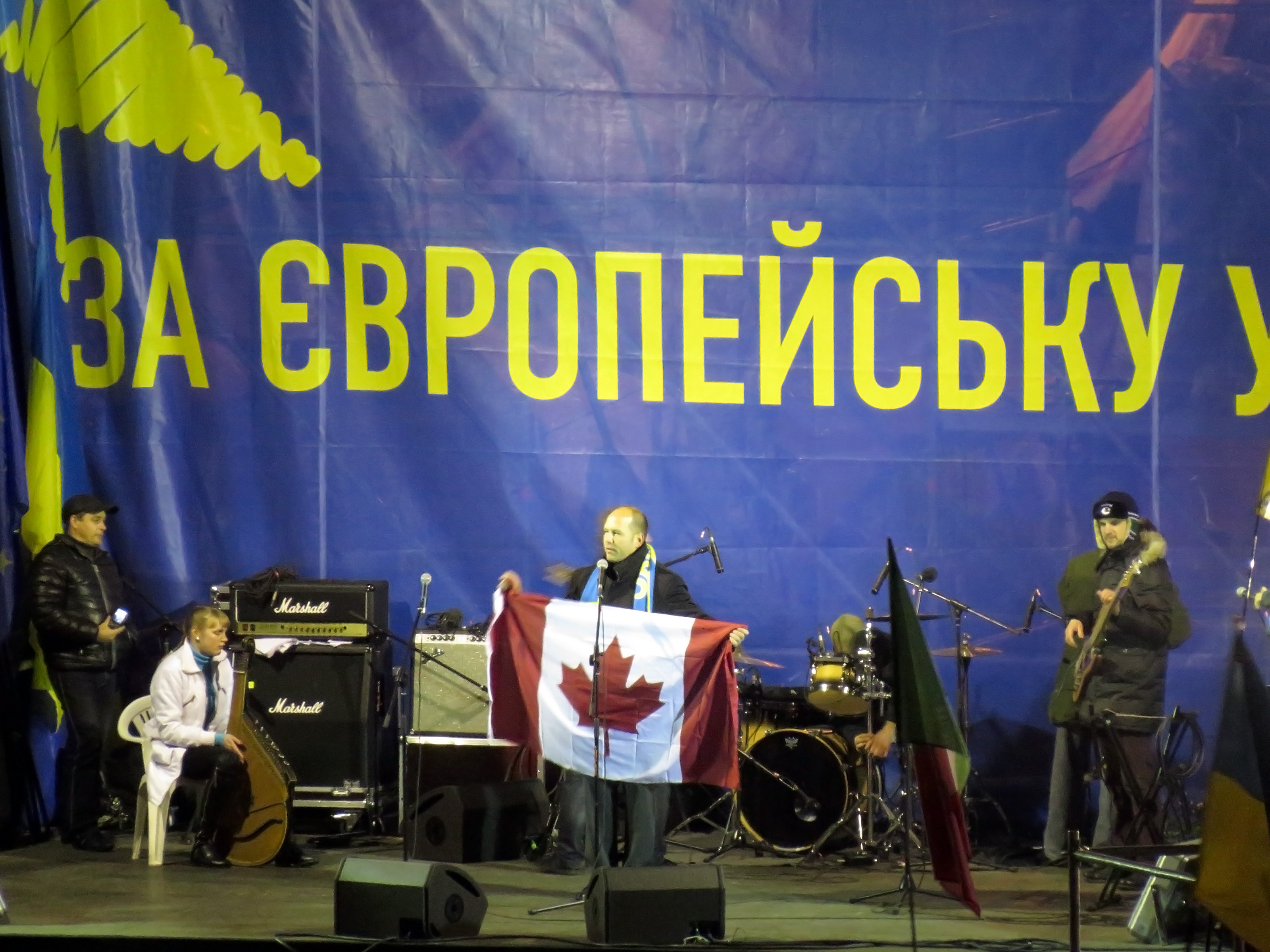
Джон Берд виступає на Євромайдані

Під час масових протестів українців після силового розгону Євромайдану в Києві, виступаючи на пленарному засіданні Ради міністрів закордонних справ ОБСЄ в Києві, засудив застосування сили проти учасників мирних демонстрацій в центрі української столиці і закликав владу почути голос народу. 5 грудня 2013 року Джон Берд відвідав Майдан Незалежності в Києві. 